# Pass för mig
Pass för mig (isländska: Stikkfrí) är en isländsk familjefilm från 1997 i regi och manus av Ari Kristinsson.
Filmen var Islands Oscarskandidat för bästa internationella film 1998 utan nomineras. Den nominerades till nordisk Amanda under Amandaprisen 1998.

## Handling
Hrefna åker genast till sjukhuset med sin vän Yrsa och får reda på att pappan är gift med en annan kvinna och har ett tvåårigt barn med sig. Hrefna gör flera misslyckade försök att få sin pappas uppmärksamhet, och under ett sådant försök tar vännerna med sig barnet. Efter barnstölden uppstår stor komedi när tjejerna försöker överlista dem ett tag med alla tillgängliga medel. Samtidigt letar polisen desperat efter barnet över hela staden.

## Rollista
- Bergþóra Aradóttir – Hrefna
- Freydís Kristófersdóttir – Yrsa
- Maria Ellingsen
- Halldóra Geirharðsdóttir
- Hlynur H. Hallgrimsson
- Kjeld Kristbjörg